# Mitsubishi Freeca
Mitsubishi Freeca (oferowany także jako Mitsubishi Adventure, Mitsubishi Kuda i Mitsubishi Jolie) – kompaktowy samochód osobowy typu MPV produkowany przez japońską firmę Mitsubishi od roku 1997. Dostępny jako 5-drzwiowy minivan. Do napędu użyto silników R4 o pojemności dwóch lub 2,5 litra. Moc przenoszona jest na oś tylną poprzez 5-biegową manualną bądź 4-biegową automatyczną skrzynię biegów. 
Samochód został zaprezentowany po raz pierwszy 11 września 1997 roku. W marcu 2003 wyprodukowano 50-tysięczny egzemplarz modelu. Samochód montowany jest także w Chinach z myślą o rynku południowoafrykańskim, nosi tam nazwy Africar Landio oraz Africar Jockey.

## Wielkość produkcji
| Rok     | Tajwan (Freeca) | Filipiny (Adventure) | Indonezja (Kuda) | Chiny (Jolie) |
| ------- | --------------- | -------------------- | ---------------- | ------------- |
| 1997–99 | Brak danych     | Brak danych          | Brak danych      | Brak danych   |
| 2000    | 17 044          | 6729                 | 20 916           | 1050          |
| 2001    | 13 531          | 7714                 | 4776             | 7350          |
| 2002    | 12 537          | 7742                 | 9669             | 8970          |
| 2003    | 11 800          | 3921                 | 7350             | 12 630        |
| 2004    | 11 359          | 5868                 | 5670             | 7458          |
| 2005    | 12 479*         | 5876                 | 825              | 4163          |
| 2006    | 4791*           | 4560                 | -                | 1911          |
| 2007    | 6682*           | 6033                 | -                | 1650          |
| 2008    | 2133*           | 4570                 | -                | 721           |

*Razem z modelem Zinger
(Źródło: Facts & Figures 2000, Facts & Figures 2005, Facts & Figures 2009, Mitsubishi Motors website)